# لويس ر. فريمان
لويس ر. فريمان (بالإنجليزية: Lewis R. Freeman)‏ هو لاعب كرة قاعدة وصحفي أمريكي، ولد في 4 أكتوبر 1878، وتوفي في 6 نوفمبر 1960.

## وصلات خارجية
- لويس ر. فريمان على موقع رابطة محترفي التنس (الإنجليزية)
- لويس ر. فريمان على موقع أرشيف التنس.كوم (الإنجليزية)